# Unión Zaragoza, Ocozocoautla de Espinosa
Unión Zaragoza är en ort i Mexiko.   Den ligger i kommunen Ocozocoautla de Espinosa och delstaten Chiapas, i den sydöstra delen av landet, 700 km öster om huvudstaden Mexico City. Unión Zaragoza ligger 974 meter över havet och antalet invånare är 252.
Terrängen runt Unión Zaragoza är huvudsakligen kuperad, men åt sydost är den platt. Runt Unión Zaragoza är det ganska glesbefolkat, med 40 invånare per kvadratkilometer. Närmaste större samhälle är Ocozocoautla de Espinosa, 16,2 km sydost om Unión Zaragoza. I omgivningarna runt Unión Zaragoza växer i huvudsak städsegrön lövskog.